# براينت مور
براينت مور (بالإنجليزية: Bryant Moore)‏ هو عسكري أمريكي، ولد في 6 يونيو 1894 في إلسورث في الولايات المتحدة، وتوفي في 24 فبراير 1951 في يوجو في كوريا الجنوبية.